# Флаг Родниковского района
Флаг Роднико́вского муниципального района Ивановской области Российской Федерации — опознавательно-правовой знак, служащий официальным символом муниципального образования.
Флаг утверждён 25 октября 2002 года и внесён в Государственный геральдический регистр Российской Федерации с присвоением регистрационного номера 1048.
Флаг муниципального образования «Родниковский муниципальный район» составлен на основании герба Родниковского муниципального района по правилам и соответствующим традициям геральдики и отражает исторические, культурные, местные традиции и особенности.

## Описание
«Прямоугольное полотнище с соотношением ширины к длине 2:3, четверочастно разделённое белым и голубым и воспроизводящее в центре фигуры из герба района в белом, голубом и зелёном цветах».

## Символика
Цикломоры (геральдические фигуры, изображаемые, как неправильный эллипс), или четыре волны («родники»), символизируют множество ключей — родничков, протекающих по территории Родниковского района и водоёмов, давших название центру района — городу Родники.
Зелёные листочки — символ жизни, указывают на природные богатства Родниковского района и символизируют плодородие, процветание, стабильность.
Зелёный цвет в геральдике символизирует жизнь, изобилие, возрождение.
Серебряные бутоны в чашечках аллегорически отражают развитие в районе с конца XVIII века льноводства и текстильного производства: появление ткацких и красильно-отделочных предприятий, на основе которых позднее возник крупный текстильный комбинат «Товарищество мануфактур А. М. Красильщиковой с сыновьями», (ныне ведущее предприятие «Родники — Текстиль» филиала ЗАО ПК «Нордтекс»).
Белый цвет (серебро) в геральдике — символ простоты, совершенства, мудрости, благородства, мира, взаимосотрудничества.

## См. также

Флаги муниципальных образований Родниковского района
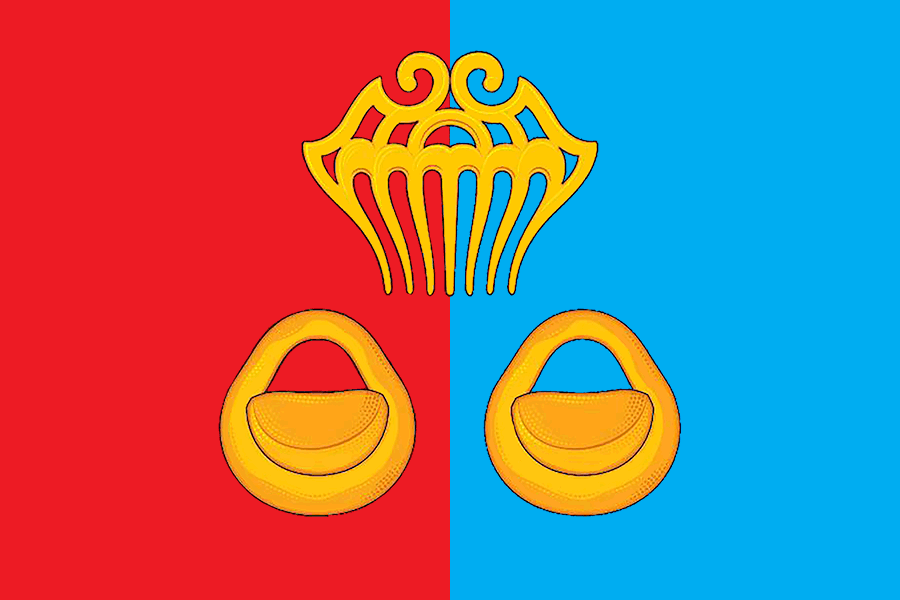
Флаг Парского сельского поселения
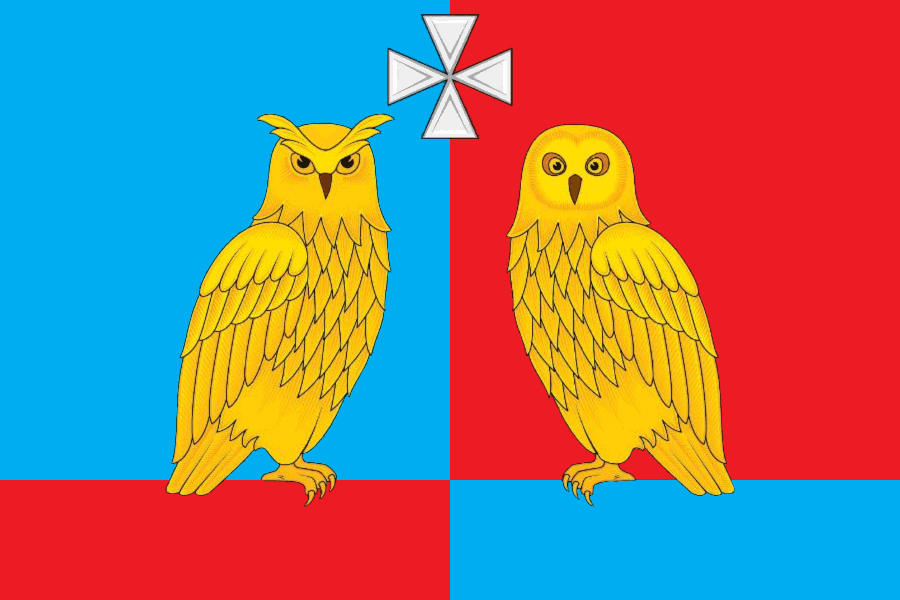
Флаг Филисовского сельского поселения